# Festival de musique de Strasbourg
Le Festival de Musique de Strasbourg était un festival de musique classique organisé à Strasbourg depuis sa création en 1932 par la Société des Amis de la Musique. Il était membre de la Fédération française des festivals internationaux de musique. C'était le plus ancien festival de ce genre en France.
La Société des Amis de la Musique, fondée en 1932 par Gustave et Roger Wolf, organisateurs de concerts et propriétaires du magasin Wolf (partitions, instruments), sur une idée de Charles Munch qui avait été premier violon à Strasbourg en 1931 avec un orchestre de Leipzig. C'est le 29 avril 1932 que l'Orchestre philharmonique de Berlin, sous la direction de Wilhelm Furtwängler, inaugure le premier Festival. Après la Seconde Guerre mondiale, le Festival renaît en 1947. En 1986, le Festival renoue avec l'opéra : son Barbier de Séville mis en scène par Jérôme Savary, est représenté plus de 150 fois en France et en Europe. 14 autres productions voient le jour entre 1986 et 2005.
La SAMS (Société des Amis de la Musique de Strasbourg) a déposé le bilan début juin 2014, annulant ainsi la saison 2014 et mettant un terme au plus vieux festival de musique de France.